# Чемпионат СССР по лёгкой атлетике 1965
Лично-командный чемпионат СССР по лёгкой атлетике 1965 года проходил с 9 по 17 октября в Алма-Ате на Центральном стадионе. Столица Казахской ССР впервые в истории принимала сильнейших легкоатлетов страны. На протяжении девяти дней были разыграны 39 комплектов медалей (25 у мужчин и 14 у женщин).
В беге на 80 метров с барьерами Ирина Пресс повторила собственный мировой рекорд, установленный месяцем ранее на Кубке Европы — 10,4 в предварительном забеге. В финале ей не удалось улучшить это время (10,5), но получилось завоевать очередное золото чемпионатов страны. С учётом первого места в пятиборье на её счету стало 11 побед на главном всесоюзном старте.
Тамара Пресс, сестра Ирины, в восьмой раз подряд выиграла чемпионат СССР в толкании ядра и шестой подряд — в метании диска.
В спортивной ходьбе на 50 км Геннадий Агапов и Александр Щербина стали первыми спортсменами в мировой истории, преодолевшими дистанцию быстрее 4 часов (3:55.36,0 и 3:57.28,0 соответственно).
Два рекорда Советского Союза перед родными трибунами повторил спринтер Амин Туяков. В беге на 100 метров он показал рекордный результат 10,2 в предварительном забеге, после чего проиграл финал Николаю Политико (тот также повторил всесоюзное достижение). На дистанции вдвое длиннее Туяков взял реванш, став первым в решающем забеге с повторением собственного национального рекорда — 20,6.
В двух дисциплинах советские легкоатлеты впервые преодолели знаковые рубежи. Василий Анисимов первым в СССР разменял 50 секунд в беге на 400 метров с барьерами — 49,5. Предыдущее всесоюзное достижение принадлежало ему же и равнялось 50,2. В прыжке с шестом Геннадий Близнецов покорил 5-метровую высоту. Чуть больше, чем за год (с июля 1964 года), ему удалось продвинуть рекорд СССР с отметки 4,75 м до 5,00 м.
Мария Иткина улучшила национальное достижение на дистанции 400 метров среди женщин в девятый (и последний) раз в карьере. В сентябре 1955 года она пробежала один круг по стадиону за 54,5, а спустя 10 лет в Алма-Ате — за 52,9.
Анатолий Михайлов в девятый раз подряд выиграл чемпионат страны на дистанции 110 метров с барьерами. Прыгун в длину Игорь Тер-Ованесян одержал десятую победу на национальных первенствах. Второй год подряд на главном старте сезона в стране он показал результат за 8 метров (вновь 8,18 м, как и в 1964 году).
Чемпионат СССР по кроссу прошёл отдельно, 14 марта в украинском Ужгороде.

## Командное первенство
| Место | Команда        |
| ----- | -------------- |
| 1     | Москва         |
| 2     | Украинская ССР |
| 3     | РСФСР          |

## Призёры

### Мужчины
| Дисциплина             | Золото                                                                                      | Золото            | Серебро                                                                              | Серебро           | Бронза                                                                      | Бронза           |
| ---------------------- | ------------------------------------------------------------------------------------------- | ----------------- | ------------------------------------------------------------------------------------ | ----------------- | --------------------------------------------------------------------------- | ---------------- |
| 100 м                  | Николай Политико Ленинград                                                                  | 10,2              | Амин Туяков Казахская ССР Алма-Ата                                                   | 10,3              | Эдвин Озолин Ленинград                                                      | 10,3             |
| 200 м                  | Амин Туяков Казахская ССР Алма-Ата                                                          | 20,6              | Николай Политико Ленинград                                                           | 20,7              | Эдвин Озолин Ленинград                                                      | 20,8             |
| 400 м                  | Вадим Архипчук Украинская ССР Киев                                                          | 46,5              | Григорий Свербетов Украинская ССР Одесса                                             | 46,7              | Александр Устьянцев РСФСР Свердловск                                        | 47,0             |
| 800 м                  | Вадим Михайлов Ленинград                                                                    | 1.49,5            | Ремир Митрофанов РСФСР Ростов-на-Дону                                                | 1.49,5            | Рейн Тёлп Эстонская ССР Таллин                                              | 1.49,6           |
| 1500 м                 | Олег Райко Ленинград                                                                        | 3.44,3            | Март Вильт Эстонская ССР Кохтла-Ярве                                                 | 3.44,5            | Василий Савинков Казахская ССР Алма-Ата                                     | 3.45,6           |
| 5000 м                 | Леонид Иванов Киргизская ССР Фрунзе                                                         | 13.53,6           | Пётр Болотников Москва                                                               | 13.58,0           | Кестутис Орентас Литовская ССР Вильнюс                                      | 13.58,8          |
| 10 000 м               | Леонид Иванов Киргизская ССР Фрунзе                                                         | 28.53,8           | Степан Байдюк Украинская ССР Одесса                                                  | 28.58,0           | Пётр Болотников Москва                                                      | 29.06,4          |
| Марафон                | Михаил Горелов РСФСР Ульяновск                                                              | 2:27.45,6         | Борис Дергачёв Москва                                                                | 2:28.32,0         | Виктор Байков РСФСР Рязань                                                  | 2:29.34,0        |
| 3000 м с препятствиями | Виктор Кудинский Украинская ССР Киев                                                        | 8.41,4            | Адольфас Алексеюнас Литовская ССР Вильнюс                                            | 8.44,6            | Александр Морозов РСФСР Томск                                               | 8.45,6           |
| 110 м с барьерами      | Анатолий Михайлов Ленинград                                                                 | 13,8              | Вячеслав Скоморохов Украинская ССР Днепропетровск                                    | 14,0              | Валентин Чистяков Москва                                                    | 14,1             |
| 200 м с барьерами      | Вячеслав Скоморохов Украинская ССР Днепропетровск                                           | 22,8              | Василий Анисимов Украинская ССР Киев                                                 | 22,9              | Анатолий Михайлов Ленинград                                                 | 23,1             |
| 400 м с барьерами      | Василий Анисимов Украинская ССР Киев                                                        | 49,5              | Эдвин Загерис Латвийская ССР Рига                                                    | 50,5              | Имант Куклич Белорусская ССР Минск                                          | 51,3             |
| Прыжок в высоту        | Андрей Хмарский Украинская ССР Днепропетровск                                               | 2,13 м            | Сергей Мартынов Москва                                                               | 2,10 м            | Анатолий Мороз Украинская ССР Бердичев                                      | 2,10 м           |
| Прыжок с шестом        | Геннадий Близнецов Украинская ССР Харьков                                                   | 5,00 м            | Игорь Фельд Ленинград                                                                | 4,90 м            | Владимир Пономарёв РСФСР Московская область                                 | 4,60 м           |
| Прыжок в длину         | Игорь Тер-Ованесян Москва                                                                   | 8,18 м            | Леонид Барковский Украинская ССР Львов                                               | 7,77 м            | Герман Климов Москва                                                        | 7,72 м           |
| Тройной прыжок         | Александр Лазаренко Украинская ССР Киев                                                     | 16,32 м           | Александр Золотарёв РСФСР Волгоград                                                  | 16,14 м           | Олег Федосеев Москва                                                        | 16,09 м          |
| Толкание ядра          | Николай Карасёв Москва                                                                      | 18,98 м           | Эдуард Гущин РСФСР Московская область                                                | 18,28 м           | Борис Георгиев Ленинград                                                    | 18,25 м          |
| Метание диска          | Владимир Трусенёв Ленинград                                                                 | 57,42 м           | Витаутас Ярас Литовская ССР Вильнюс                                                  | 56,80 м           | Валентин Ковтун Украинская ССР Харьков                                      | 56,54 м          |
| Метание молота         | Геннадий Кондрашов РСФСР Московская область                                                 | 68,40 м           | Ромуальд Клим Белорусская ССР Витебск                                                | 67,12 м           | Алексей Балтовский Белорусская ССР Минск                                    | 65,70 м          |
| Метание копья          | Янис Лусис Латвийская ССР Рига                                                              | 80,14 м           | Март Паама Эстонская ССР Тарту                                                       | 77,60 м           | Бернардас Бурокас Литовская ССР Каунас                                      | 75,58 м          |
| Десятиборье*           | Юрий Дьячков Грузинская ССР Тбилиси                                                         | 7519 очков (7360) | Валентин Стародубцев Украинская ССР Харьков                                          | 7415 очков (7259) | Прийт Паало Эстонская ССР Таллин                                            | 7383 очка (7203) |
| Ходьба на 20 км        | Владимир Голубничий Украинская ССР Сумы                                                     | 1:30.15,6         | Геннадий Агапов РСФСР Свердловск                                                     | 1:30.24,0         | Александр Щербина Грузинская ССР Тбилиси                                    | 1:30.42,0        |
| Ходьба на 50 км        | Геннадий Агапов РСФСР Свердловск                                                            | 3:55.36,0         | Александр Щербина Грузинская ССР Тбилиси                                             | 3:57.28,0         | Григорий Климов Москва                                                      | 4:02.08,0        |
| Эстафета 4×100 м       | Ленинград Юрий Блинов Эдвин Озолин Борис Савчук Николай Политико                            | 39,4              | Москва Слава Прохоровский Александр Лебедев Сергей Абалихин Юльян Кащеев             | 39,8              | РСФСР · Анатолий Грудинин · Николай Иванов · Виктор Андреев · Игорь Суворов | 40,2             |
| Эстафета 4×400 м       | Украинская ССР · Григорий Свербетов · Николай Шкарников · Василий Анисимов · Вадим Архипчук | 3.09,1            | Белорусская ССР · Валентин Маслаков · Эдуард Павлов · Имант Куклич · Анатолий Шевцов | 3.11,0            | Москва Александр Братчиков Анатолий Безруков Зарий Энтин Виктор Бычков      | 3.11,1           |

* Для определения победителя в соревнованиях десятиборцев использовалась старая система начисления очков. Пересчёт с использованием современных таблиц перевода результатов в баллы приведён в скобках.

### Женщины
| Дисциплина                                   | Золото                                                                            | Золото     | Серебро                                                                         | Серебро    | Бронза                                                                                     | Бронза    |
| -------------------------------------------- | --------------------------------------------------------------------------------- | ---------- | ------------------------------------------------------------------------------- | ---------- | ------------------------------------------------------------------------------------------ | --------- |
| 100 м                                        | Галина Митрохина Москва                                                           | 11,4       | Татьяна Талышева Москва                                                         | 11,5       | Ренате Лаце Латвийская ССР Рига                                                            | 11,6      |
| 200 м                                        | Вера Попкова РСФСР Челябинск                                                      | 23,5       | Людмила Самотёсова РСФСР Брянск                                                 | 23,6       | Ренате Лаце Латвийская ССР Рига                                                            | 23,9      |
| 400 м                                        | Мария Иткина Белорусская ССР Минск                                                | 52,9       | Лилита Загере Латвийская ССР Рига                                               | 53,5       | Гения Марочкина Украинская ССР Луганск                                                     | 54,2      |
| 800 м                                        | Тамара Дмитриева Москва                                                           | 2.06,1     | Вера Муханова Москва                                                            | 2.06,2     | Лайне Эрик Эстонская ССР Тарту                                                             | 2.06,3    |
| 80 м с барьерами                             | Ирина Пресс Москва                                                                | 10,5       | Римма Ларионова РСФСР Горький                                                   | 10,9       | Галина Быстрова РСФСР Горький                                                              | 10,9      |
| 100 м с барьерами (высота барьеров: 76,2 см) | Валентина Большова Молдавская ССР Кишинёв                                         | 13,4       | Лия Хитрина Украинская ССР Одесса                                               | 13,5       | Татьяна Ильина Казахская ССР Алма-Ата                                                      | 13,5      |
| Прыжок в высоту                              | Галина Костенко Москва                                                            | 1,71 м     | Таисия Ченчик Москва                                                            | 1,71 м     | Клара Пушкарёва РСФСР Московская область                                                   | 1,71 м    |
| Прыжок в длину                               | Татьяна Щелканова Ленинград                                                       | 6,50 м     | Татьяна Талышева Москва                                                         | 6,39 м     | Кира Кузьмина РСФСР Ульяновск                                                              | 6,15 м    |
| Толкание ядра                                | Тамара Пресс Ленинград                                                            | 17,82 м    | Надежда Чижова Ленинград                                                        | 16,98 м    | Валентина Назарова Москва                                                                  | 16,44 м   |
| Метание диска                                | Тамара Пресс Ленинград                                                            | 55,46 м    | Людмила Щербакова РСФСР Свердловск                                              | 52,94 м    | Ирина Солонцова Москва                                                                     | 49,94 м   |
| Метание копья                                | Елена Горчакова Москва                                                            | 56,22 м    | Валентина Попова Москва                                                         | 53,76 м    | Мария Дубограева Белорусская ССР Минск                                                     | 53,62 м   |
| Пятиборье                                    | Ирина Пресс Москва                                                                | 5208 очков | Галина Митрохина Москва                                                         | 4760 очков | Валентина Шапкина Украинская ССР Киев                                                      | 4751 очко |
| Эстафета 4×100 м                             | Украинская ССР · Вера Крепкина · Тамара Козырева · Нина Медведева · Лариса Зленко | 46,2       | РСФСР · Алла Коняхина · Галина Виноградова · Людмила Диденко · Раиса Олонцова   | 46,3       | Ленинград Людмила Кабанова Татьяна Щелканова Галина Тупицына Мария Бахматова               | 47,5      |
| Эстафета 4×200 м                             | РСФСР · Людмила Диденко · Раиса Олонцова · Вера Попкова · Людмила Самотёсова      | 1.35,1     | Латвийская ССР · Лилита Загере · Сильвия Лейнгарде · Мелита Якоба · Ренате Лаце | 1.37,3     | Украинская ССР · Светлана Сухенко · Валентина Сергеева · Елена Апенкина · Лариса Дорофеева | 1.37,5    |

## Чемпионат СССР по кроссу
Лично-командный чемпионат СССР по кроссу 1965 года состоялся 14 марта в Ужгороде, Украинская ССР.

### Мужчины
| Дисциплина  | Золото                                 | Золото  | Серебро                              | Серебро | Бронза                                  | Бронза  |
| ----------- | -------------------------------------- | ------- | ------------------------------------ | ------- | --------------------------------------- | ------- |
| Кросс 5 км  | Леонид Иванов Киргизская ССР Фрунзе    | 15.34,2 | Виктор Кудинский Украинская ССР Киев | 15.36,0 | Виктор Кузин РСФСР Ульяновск            | 15.40,0 |
| Кросс 14 км | Николай Дутов РСФСР Московская область | 45.09,2 | Степан Байдюк Украинская ССР Одесса  | 45.20,8 | Анатолий Скрыпник Украинская ССР Донецк | 45.29,0 |

### Женщины
| Дисциплина | Золото                              | Золото | Серебро                                 | Серебро | Бронза                                  | Бронза |
| ---------- | ----------------------------------- | ------ | --------------------------------------- | ------- | --------------------------------------- | ------ |
| Кросс 1 км | Инна Нищук РСФСР Московская область | 3.13,4 | Маиса Кондрашкина РСФСР Чебоксары       | 3.13,5  | Тамара Дунайская Украинская ССР Полтава | 3.13,6 |
| Кросс 2 км | Тамара Бабинцева Ленинград          | 6.55,6 | Нина Довгалёва РСФСР Московская область | 6.56,8  | Елена Козлова РСФСР Казань              | 7.06,6 |